# Divizia B 1953
Divizia B 1953 a fost al 14-lea sezon al celui de-al doilea nivel al sistemului de ligi ale fotbalului românesc.

## Formatul
Formatul cu două serii a fost menținut, dar fiecare dintre ele fiind extinse de la 12 la 16 echipe. La finalul sezonului câștigătorii seriei și un loc al doilea au promovat în Divizia A și doar echipele care au avut probleme organizatorice au retrogradat in Campionatul Districtual, deoarece seria urma sa fie extinsă din sezonul următor. Acesta a fost al patrulea sezon jucat în sistemul primăvară-toamnă, sistem impus de noua conducere a țării care avea legături strânse cu Uniunea Sovietică.

## Schimbări de echipe
| În Divizia B Promovate din District Avântul Reghin Dinamo Bacău Dinamo Turnu Măgurele Locomotiva Craiova Metalul Brăila Metalul Hunedoara Metalul Reșița Șantierul Constanța Retrogradate din Divizia A Flacăra Ploiești Metalul Câmpia Turzii | Din Divizia B Retrogradate în District Șantierul Constanța CA Cluj CA Craiova Promovate în Divizia A Locomotiva GR București Știința Timișoara |

### Echipe redenumite
Flacăra Lupeni a fost redenumită Minerul Lupeni.
Flacăra Poiana Câmpina a fost redenumită Metalul Câmpina.
Înainte Sibiu a fost redenumită Libertatea Sibiu.

## Clasamentele ligii

### Seria I
| Loc | Echipa                        | MJ | V  | E  | Î  | GM | GP | DG  | Pct | Promovare sau retrogradare |
| --- | ----------------------------- | -- | -- | -- | -- | -- | -- | --- | --- | -------------------------- |
| 1   | Flacăra Ploiești (C, P)       | 30 | 22 | 4  | 4  | 76 | 23 | +53 | 48  | Promovare în Divizia A     |
| 2   | Spartac București             | 30 | 19 | 6  | 5  | 50 | 23 | +27 | 44  |                            |
| 3   | Metalul Câmpina               | 30 | 17 | 5  | 8  | 53 | 32 | +21 | 39  |                            |
| 4   | Dinamo Bacău                  | 30 | 15 | 5  | 10 | 54 | 41 | +13 | 35  |                            |
| 5   | Șantierul Constanța (R)       | 30 | 13 | 5  | 12 | 49 | 42 | +7  | 31  | Retrogradare în District   |
| 6   | Metalul Steagul Roșu          | 30 | 9  | 13 | 8  | 33 | 34 | −1  | 31  |                            |
| 7   | Metalul București             | 30 | 10 | 10 | 10 | 34 | 36 | −2  | 30  |                            |
| 8   | Locomotiva Iași               | 30 | 11 | 7  | 12 | 40 | 40 | 0   | 29  |                            |
| 9   | Știința Iași                  | 30 | 10 | 9  | 11 | 45 | 48 | −3  | 29  |                            |
| 10  | Libertatea Sibiu              | 30 | 9  | 10 | 11 | 33 | 35 | −2  | 28  |                            |
| 11  | Dinamo Turnu Măgurele         | 30 | 7  | 14 | 9  | 30 | 36 | −6  | 28  |                            |
| 12  | Flamura Roșie Sfântu Gheorghe | 30 | 8  | 9  | 13 | 26 | 44 | −18 | 25  |                            |
| 13  | Flacăra Moreni                | 30 | 9  | 6  | 15 | 43 | 51 | −8  | 24  |                            |
| 14  | Flamura Roșie Pitești         | 30 | 8  | 8  | 14 | 26 | 40 | −14 | 24  |                            |
| 15  | Flamura Roșie Bacău           | 30 | 5  | 9  | 16 | 32 | 59 | −27 | 19  |                            |
| 16  | Metalul Brăila                | 30 | 4  | 8  | 18 | 28 | 68 | −40 | 16  |                            |

### Seria II
| Loc | Echipa                    | MJ | V  | E  | Î  | GM | GP | DG  | Pct | Promovare sau retrogradare |
| --- | ------------------------- | -- | -- | -- | -- | -- | -- | --- | --- | -------------------------- |
| 1   | Metalul Hunedoara (C, P)  | 28 | 15 | 10 | 3  | 51 | 25 | +26 | 40  | Promovare în Divizia A     |
| 2   | Metalul Câmpia Turzii (P) | 28 | 16 | 4  | 8  | 48 | 35 | +13 | 36  | Promovare în Divizia A     |
| 3   | Locomotiva Cluj           | 28 | 14 | 7  | 7  | 48 | 32 | +16 | 35  |                            |
| 4   | Progresul Satu Mare       | 28 | 13 | 4  | 11 | 47 | 46 | +1  | 30  |                            |
| 5   | Locomotiva Turnu Severin  | 28 | 12 | 5  | 11 | 42 | 39 | +3  | 29  |                            |
| 6   | Locomotiva Arad           | 28 | 13 | 2  | 13 | 38 | 37 | +1  | 28  |                            |
| 7   | Flacăra Mediaș            | 28 | 12 | 2  | 14 | 47 | 42 | +5  | 26  |                            |
| 8   | Locomotiva Craiova        | 28 | 9  | 7  | 12 | 31 | 36 | −5  | 25  |                            |
| 9   | Metalul Oradea            | 28 | 10 | 4  | 14 | 40 | 49 | −9  | 24  |                            |
| 10  | Metalul Reșița            | 28 | 10 | 4  | 14 | 36 | 45 | −9  | 24  |                            |
| 11  | Avântul Reghin            | 28 | 8  | 8  | 12 | 34 | 43 | −9  | 24  |                            |
| 12  | Locomotiva Oradea         | 28 | 7  | 9  | 12 | 26 | 50 | −24 | 23  |                            |
| 13  | F.C. Baia Mare            | 28 | 8  | 6  | 14 | 23 | 37 | −14 | 22  |                            |
| 14  | Minerul Lupeni            | 28 | 4  | 8  | 16 | 28 | 56 | −28 | 16  |                            |
| 15  | CA Cluj (E)               | 15 | 10 | 4  | 1  | 28 | 6  | +22 | 24  | Cluburi dizolvate          |
| 16  | CA Craiova (E)            | 15 | 6  | 4  | 5  | 27 | 16 | +11 | 16  | Cluburi dizolvate          |